# Solarolo del Persico
Solarolo del Persico è una frazione del comune cremonese di Pozzaglio ed Uniti posta ad est del centro abitato.

## Storia
La località era un piccolo villaggio agricolo di antica origine del Contado di Cremona con 127 abitanti a metà Settecento.
In età napoleonica, dal 1810 al 1816, Solarolo del Persico fu frazione di Persico, recuperando l'autonomia con la costituzione del Regno Lombardo-Veneto.
All'unità d'Italia nel 1861, il comune contava 247 abitanti. 
Nel 1868 il comune di Solarolo del Persico venne aggregato a Pozzaglio ed Uniti.